# Лугохутор
Лугоху́тор — село в Анучинском районе Приморского края. Входит в состав Гражданского сельского поселения.

## География
Село Лугохутор стоит в долине реки Арсеньевка между сёлами Гражданка (западнее) и Пухово (восточнее).
Расстояние до Анучино (через Арсеньев) около 45 км, до Арсеньева — около 10 км.

## Население
| 2001 | 2002 | 2010 |
| ---- | ---- | ---- |
| 113  | ↘72  | ↘64  |

## Улицы
В селе имеются три улицы: Зелёная, Комарова и Садовая.

## Экономика
- Сельскохозяйственные предприятия Анучинского района, рисоводство.

## Известные уроженцы
- Долгих, Григорий Иванович (род. 1954) — советский и российский специалист в области физики океана и лазерной интерферометрии. Академик РАН.